# Berliet EBR
Le Vétra-Berliet EBR est un modèle de trolleybus construit par Berliet selon les prescriptions du spécialiste Vétra. C'est un véritable géant des transports en commun avec ses 3 essieux, comme l'autobus Berliet PBR dont il reprend la caisse.

## Histoire
En France, dans les années d'entre deux guerres, l'économie fonctionne en autarcie. On profite exceptionnellement de contrats de fournitures à l'étranger mais l'exportation en tant que telle n'est pas pratiquée. Le marché français est d'ailleurs un des plus fermé aux produits étrangers. Afin de trouver de nouveaux débouchés aux matériels du groupe Als-Thom, devenue Alsthom puis Alstom de nos jours, fleuron de l'industrie reconnu uniquement dans l'hexagone, société issue du regroupement de la SACM - Société Alsacienne de Constructions Mécaniques à Belfort, célèbre constructeur de locomotives et de la Compagnie Française Thomson-Houston, la société Vétra est constituée en 1925. 
N'ayant aucun concurrent, le parc français de trolleybus était donc constitué essentiellement de véhicules Vétra. Mais Vétra n'a jamais été, au sens étymologique du terme, un "vrai constructeur" de trolleybus mais plutôt un concepteur et un intégrateur. Via son bureau d'études, SATRAMO, Vétra concevait les matériels et les faisait construire et assembler par des sous-traitants spécialisés, des carrossiers ou même parfois par les fournisseurs des châssis : Berliet et Renault.
À partir de 1954, Vétra commence à équiper ses trolleybus de caisses d'autobus déjà existants, le VA3-B2, nommé EBR chez Berliet, consacre l'abandon par Vétra de la construction de ses propres carrosseries au profit de Berliet et plus anecdotiquement de Chausson. 
Le Vétra-Berliet EBR ou Vétra VA3 B2 est basé sur l'autobus Berliet PBR dont il reçoit la caisse demi-poutre, le châssis-plateforme à longerons solidaires d'une poutre centrale et la caisse de l'autobus PBR. Par analogie avec l'autobus, il fut appelé EBR par les ingénieurs de Berliet à Vénissieux. Mais son appellation officielle restera VA3 B2. 
Le premier prototype a été présenté en 1953 et testé, comme toujours avec Berliet, sur le réseau de Lyon. Esthétiquement identique au PBR il est impressionnant avec ses 3 essieux simple roues. Produit dans les ateliers du constructeur lyonnais, avec ce modèle, le nom Berliet s'intègre dans le logo Vétra. 
Doté d'une capacité globale théorique de 125 passagers assis et debout, la répartition est variable selon les aménagements intérieurs souhaités par les régies de transport. Sur les modèles préservés, les plaques d'homologation après la suppression du poste fixe du receveur, indiquent 113 places dont 25 assises et 88 debout.
L'ELR a circulé sur les réseaux de Marseille (14 exemplaires) et Lyon, la ville qui en a acquis le plus, 142 exemplaires et qui, par la configuration des lignes desservies, n'a jamais connu de soucis de viabilité. Ils ont été retirés du service entre 1978 et 1983.
Le VA3 B2 a été exporté en Espagne où 44 exemplaires ont été vendus à Madrid et 25 à Valence.

## Les difficultés du VA3 B2
Le trolleybus VA3 B2 a été le modèle de trolleybus le plus produit en France. Mais, après avoir été largement apprécié pour sa capacité il a essuyé de fortes critiques. En effet, ces véhicules disposaient d'une grande longueur, pour l'époque, et ont très vite rencontré des difficultés pour circuler dans les rues encombrées des grandes villes. Dans un premier temps, ils furent affectées à des lignes suburbaines mais, à la suite du développement de l'utilisation des autobus avec les aides gouvernementales, les VA3 B2 furent beaucoup moins utilisés. Plusieurs villes comme Marseille ont revendu les 13 exemplaires en bon état à Saint-Étienne. Marseille s'équipa par contre avec 82 Berliet ELR, petit frère du VA3 B2, plus court et donc plus maniable avec ses 10,7 m contre 12,0 mètres soit 1,30 m de moins et muni de 2 essieux seulement.

## Préservation
Le trolleybus n° 830 des TCL de Lyon a été préservé par l’association Rétrobus lyonnais qui l’a offert en 1995 à l’AMTUIR. Il est entré au Musée le 15 décembre 1995.